# 佛山市第一人民医院
佛山市第一人民医院（南方科技大学附属佛山医院）是一家大型三级甲等综合医院，位于中华人民共和国广东省佛山市禅城区石湾镇街道岭南大道北81号，开放床位2790张。

## 历史
1881年10月14日，佛山市第一人民医院的前身——广济医局正式成立。1890年，广济医局更名为“佛山西医院”，1908年更名为“循道医院”，1953年11月更名为“广东省粤中行署人民医院”，1956年更名为“佛山专区第一人民医院”。1983年佛山地区实行地、市合并，佛山专区第一人民医院更名为“佛山市人民医院”，1984年3月更名为“佛山市第一人民医院”。1991年，佛山市第一人民医院被评为“三级甲等医院”，本院成为了广东省首家三级甲等医院。1998年6月27日，佛山市第一人民医院由禅城区汾江河畔搬迁至禅城区石湾镇街道岭南大道北81号。2021年11月9日，佛山市第一人民医院启用新院徽、新院训、新院歌。2022年7月27日，佛山市第一人民医院三龙湾院区正式开工。

## 皮肤医学中心
佛山市第一人民医院皮肤医学中心成立于1950年，前身是“佛山市第一人民医院皮肤科”。2013年，皮肤科搬迁至垂虹六街垂虹门诊部，并更名为“佛山市第一人民医院皮肤病诊疗中心”。2015年9月，佛山市第一人民医院皮肤病诊疗中心与原佛山市皮肤病防治所合并，并更名为“佛山市第一人民医院皮肤病门诊部”，2023年随着新大楼的开业而改为现名。

### 新大楼
佛山市第一人民医院皮肤医学中心大楼位于佛山市禅城区祖庙街道丝织路12号，建筑面积8101.45平方米，楼高11层，于2020年4月23日开工，并于2021年12月28日实现主体结构封顶，2023年7月3日正式开业。

## 相册

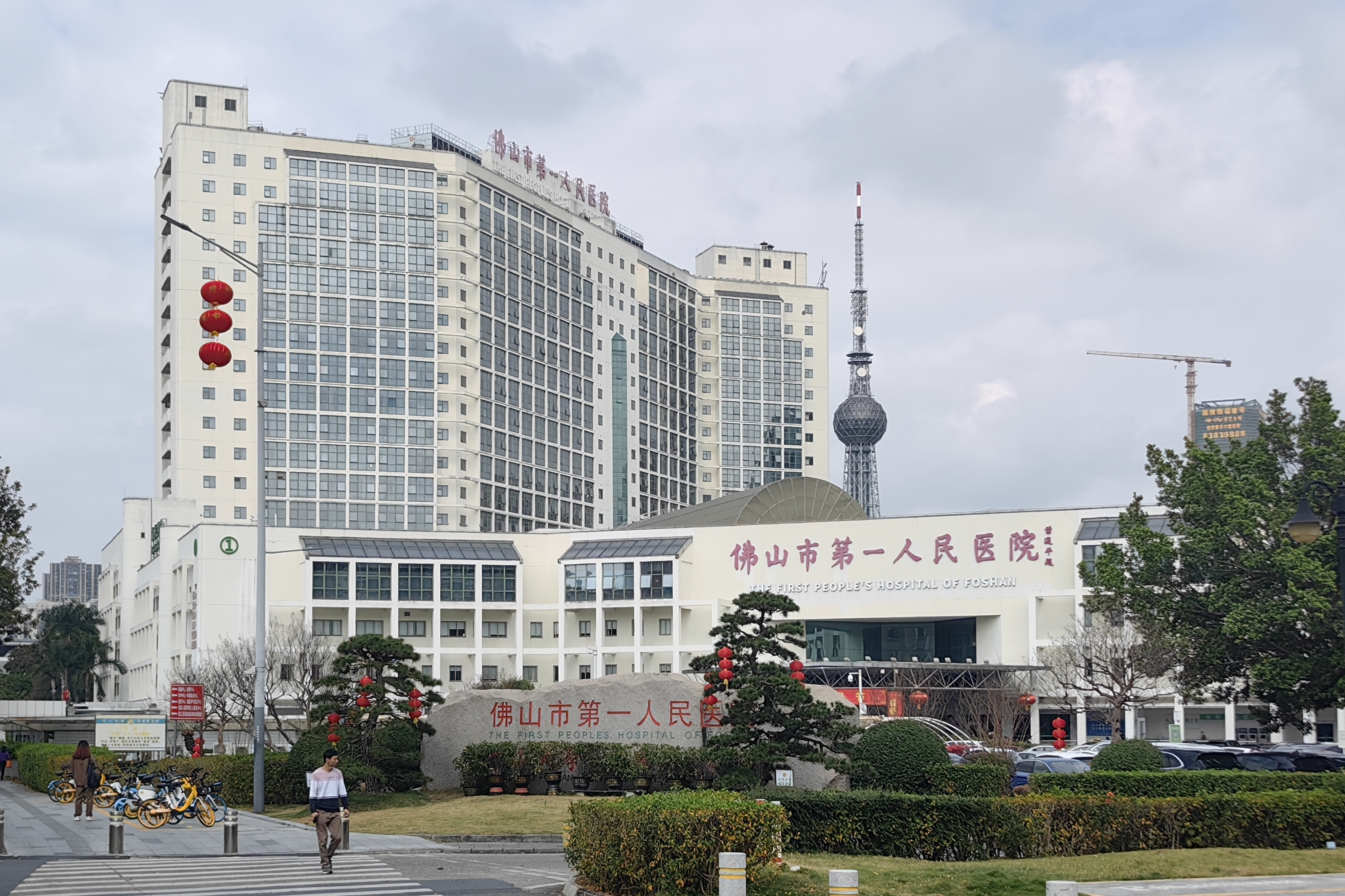
医院全景
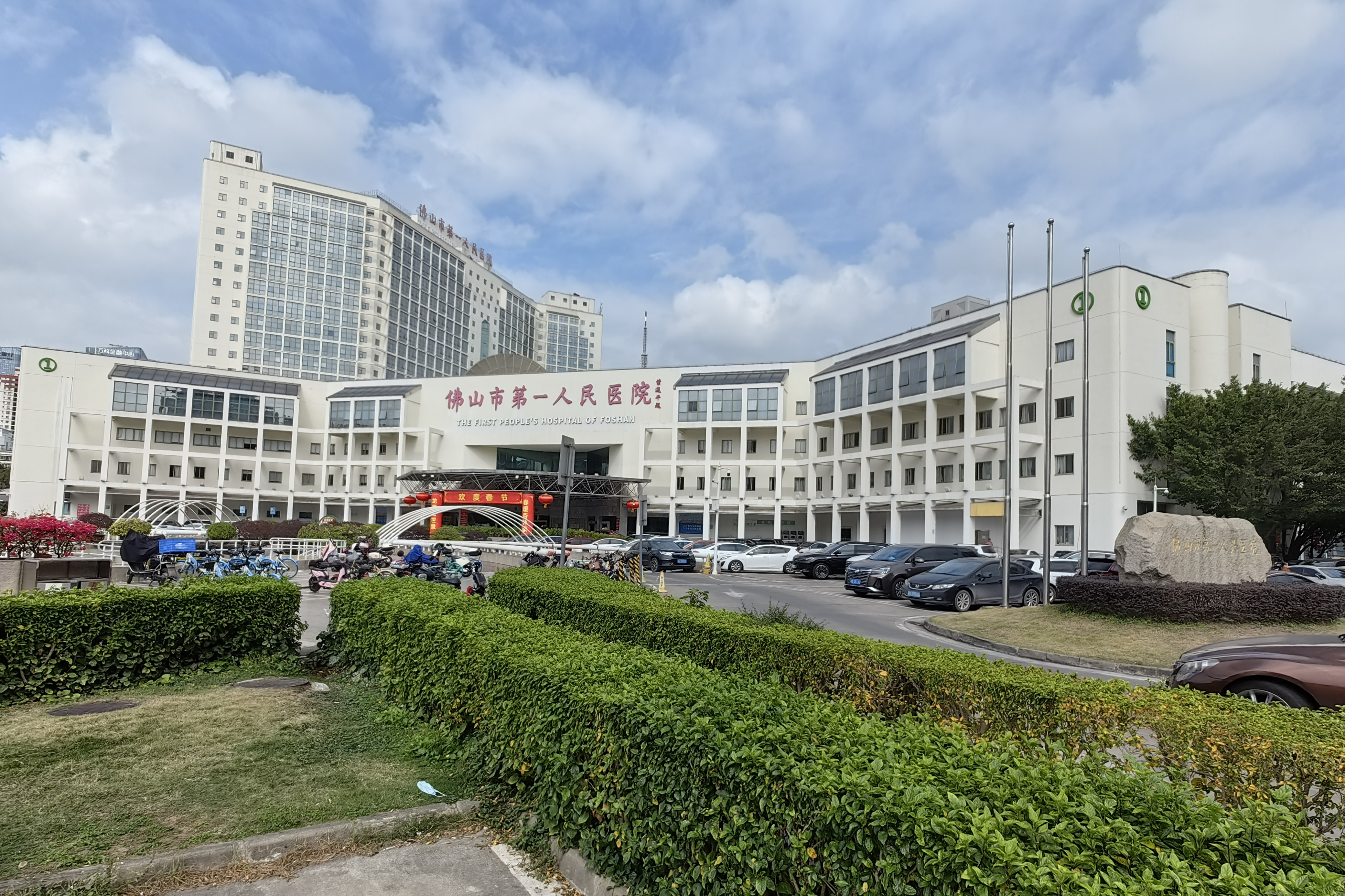
医院1号楼（门诊）
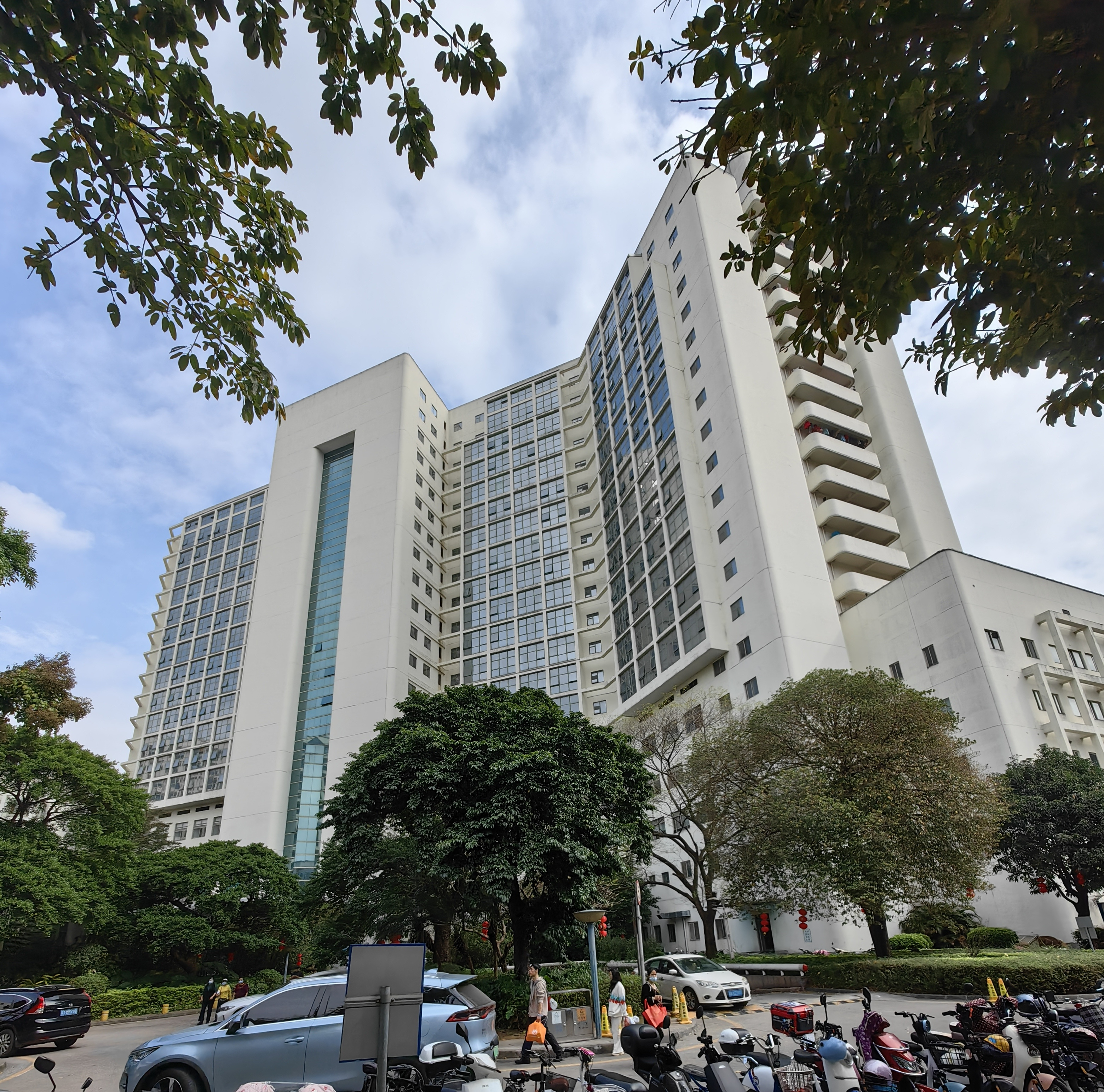
医院1号楼（住院部）
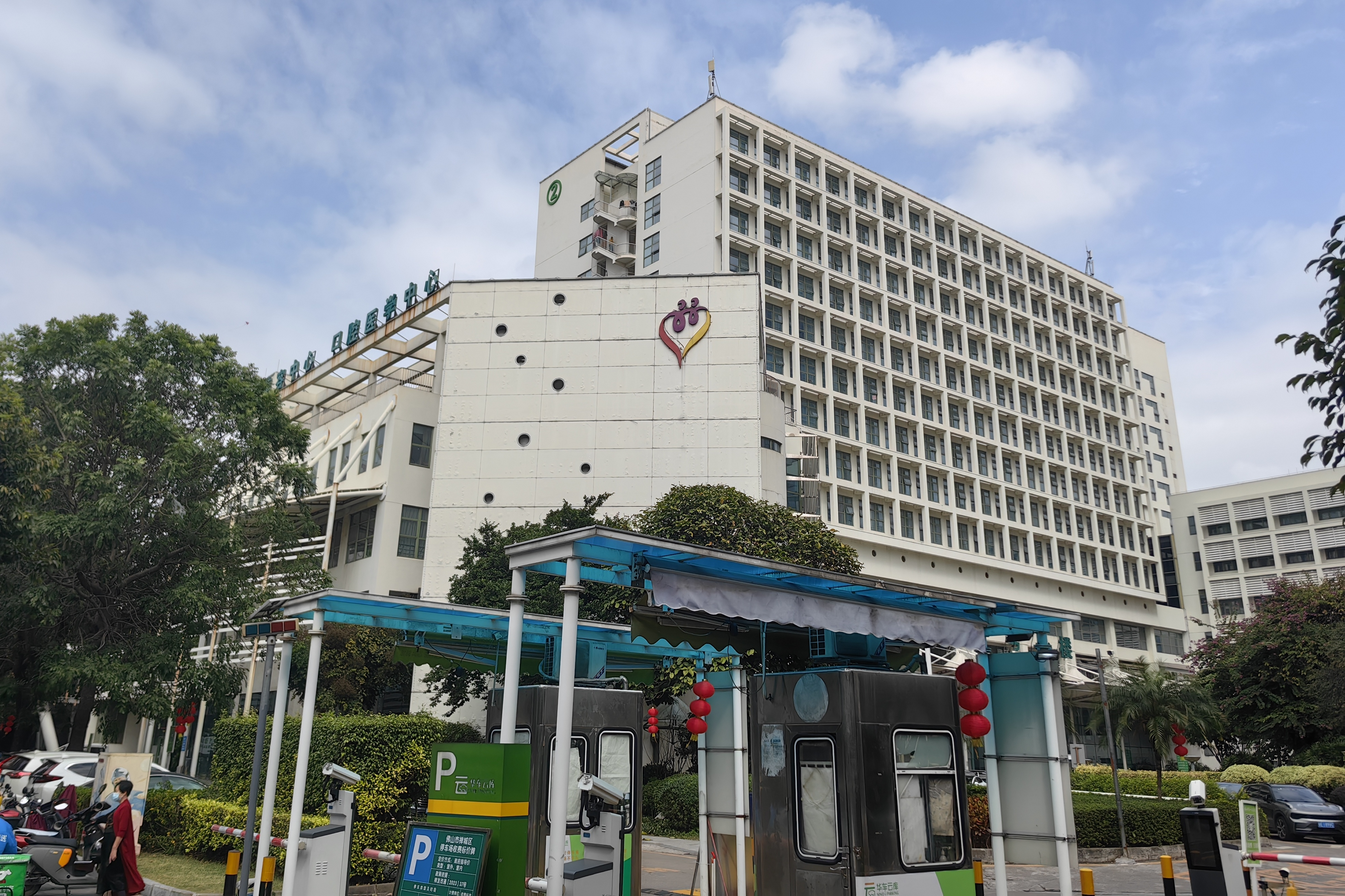
医院2号楼
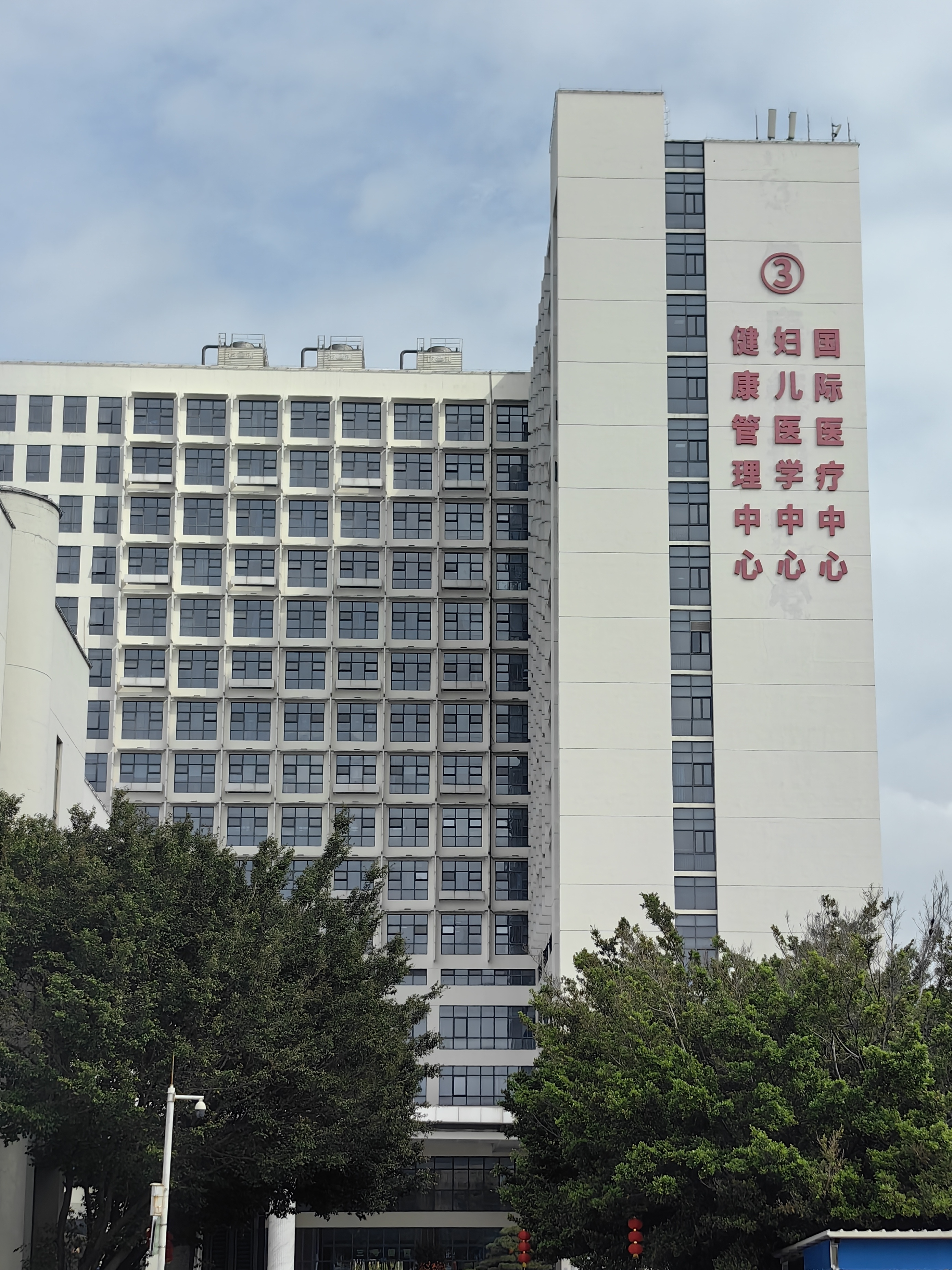
医院3号楼